# Daimonde
Кевин Сантнер (род. 23.09.1989), также известный под ником «daimonde» — профессиональный немецкий киберспортсмен, игрок в FIFA.
Выступал за немецкие команды mTw и mousesports, однако был исключён из состава последней в 2008 году после попытки подкупа одного из соперников на немецких отборочных к World Cyber Games. Игрок признал свою вину и был дисквалифицирован на год. Через два месяца после инцидента Кевин Сантнер присоединился к другой немецкой команде hoorai.
По истечении бана в 2010 году «daimonde» занял третье место в чемпионате Германии, получил право участия в World Cyber Games 2010 и стал чемпионом мира.

## Достижения
2010 год
- WCG 2010 Germany Finals (Германия, Лейпциг)
- World Cyber Games 2010 (США, Лос-Анджелес) — 7000$